# FIBA EuroChallenge 2013-14
El FIBA EuroChallenge 2013-14 fue la undécima edición de la FIBA EuroChallenge, el tercer nivel de competiciones europeas de baloncesto, la sexta con esta denominación, tras haber sido conocida anteriormente como FIBA Europe League y FIBA EuroCup. El campeón fue el equipo italiano llamado Pallacanestro Reggiana, también conocido como el UnaHotels Reggio Emilia por cuestiones de patrocinio. La final four se disputó en Bolonia, Italia.

## Equipos
32 equipos participaron en la temporada regular del EuroChallenge:
|  | Campeón                       |
|  | Finalista                     |
|  | Tercer puesto                 |
|  | Cuarto puesto                 |
|  | Eliminado en cuartos de final |
|  | Eliminado en Top 16           |
|  | Eliminado en fase regular     |

| País (Liga)            | Nº equipos | Equipos (puesto en liga nacional) | Equipos (puesto en liga nacional) | Equipos (puesto en liga nacional) | Equipos (puesto en liga nacional) |
| ---------------------- | ---------- | --------------------------------- | --------------------------------- | --------------------------------- | --------------------------------- |
| Hungría (NBI/A)        | 4          | Szolnoki Olaj KK (2)              | Atomerőmű SE (3)                  | Jászberényi KSE (5)               | BC Körmend (6)                    |
| Países Bajos (DBL)     | 3          | ZZ Leiden (1)                     | SPM Shoeters (3)                  | GasTerra Flames (4)               |                                   |
| Rusia (PBL + VTB)      | 3          | Krasnye Krylya Samara (6)         | Triumph Lyubertsy (7)             | BC Ural Yekaterinburg (1) BSL     |                                   |
| Rumania (Divizia A)    | 3          | BC Mureș (2)                      | CSM Oradea (3)                    | Gaz Metan Mediaș (4)              |                                   |
| Bélgica (BLB)          | 2          | Okapi Aalstar (4)                 | Antwerp Giants (5)                |                                   |                                   |
| Estonia (KML)          | 2          | Tartu Ülikool/Rock (2)            | Rakvere Tarvas (3)                |                                   |                                   |
| Francia (LNB)          | 2          | JDA Dijon (8)                     | Cholet Basket (10)                |                                   |                                   |
| Finlandia (Korisliiga) | 2          | Team TEHO Sport Kotka (2)         | Joensuun Kataja (3)               |                                   |                                   |
| Turquía (TBL)          | 2          | Tofaş Bursa (8)                   | Royal Halı Gaziantep (9)          |                                   |                                   |
| Austria (ÖBB)          | 1          | Zepter Vienna (1)                 |                                   |                                   |                                   |
| Bielorrusia (Premier)  | 1          | Tsmoki Minsk (1)                  |                                   |                                   |                                   |
| Bulgaria (NBL)         | 1          | Rilski Sportist (3)               |                                   |                                   |                                   |
| Dinamarca (DBL)        | 1          | Bakken Bears (1)                  |                                   |                                   |                                   |
| Italia (Lega A)        | 1          | Grissin Bon Reggio Emilia (7)     |                                   |                                   |                                   |
| Letonia (LBL)          | 1          | BK Ventspils (2)                  |                                   |                                   |                                   |
| Eslovenia (ABA)        | 1          | KK Krka (9)                       |                                   |                                   |                                   |
| Suecia (SBL)           | 1          | Södertälje BBK (1)                |                                   |                                   |                                   |
| Ucrania (UBL)          | 1          | BC Kiev (14)                      |                                   |                                   |                                   |

## Sorteo
El sorteo para el FIBA EuroChallenge 2013–14 se celebró el 5 de julio en Munich, Alemania.
Los equipos se dividieron en cuatro bombos de cuatro equipos cada una, basándose en su ranking FIBA en las últimas tres temporadas.
Los 32 clubes se dividieron en dos conferencias (1 y 2), basándose en criterios geográficos.
Conferencia 1
| Bombo 1                                                 | Bombo 2                                                                | Bombo 3                                               | Bombo 4                                                         |
| ------------------------------------------------------- | ---------------------------------------------------------------------- | ----------------------------------------------------- | --------------------------------------------------------------- |
| BK Ventspils Antwerp Giants Okapi Aalstar Cholet Basket | Joensuun Kataja Tartu Ülikool/Rock JDA Dijon Grissin Bon Reggio Emilia | ZZ Leiden Södertälje BBK SPM Shoeters GasTerra Flames | Rakvere Tarvas Zepter Vienna Bakken Bears Team TEHO Sport Kotka |

Conferencia 2
| Bombo 1                                                          | Bombo 2                                                | Bombo 3                                                                  | Bombo 4                                     |
| ---------------------------------------------------------------- | ------------------------------------------------------ | ------------------------------------------------------------------------ | ------------------------------------------- |
| KK Krka Krasnye Krylya Samara Szolnoki Olaj KK Triumph Lyubertsy | Tsmoki Minsk Gaz Metan Mediaș Tofaş Bursa Atomerőmű SE | BC Körmend BC Ural Yekaterinburg BC Rilski Sportist Royal Halı Gaziantep | BC Kiev Jászberényi KSE BC Mureș CSM Oradea |

## Temporada regular
|  | Dos primeros puestos acceden al Last 16 |

### Grupo A
|    | Equipo         | Pts | PJ | G | P | PF  | PC  | Dif. |
| -- | -------------- | --- | -- | - | - | --- | --- | ---- |
| 1. | Antwerp Giants | 10  | 6  | 4 | 2 | 461 | 432 | +29  |
| 2. | Digione        | 10  | 6  | 4 | 2 | 425 | 396 | +29  |
| 3. | SPM Shoeters   | 9   | 6  | 3 | 3 | 433 | 434 | -1   |
| 4. | Rakvere Tarvas | 7   | 6  | 1 | 5 | 389 | 446 | -57  |

|                | DIG   | SPM   | RAK   | ANT   |
| Digione        |       | 83-64 | 80-47 | 68-74 |
| SPM Shoeters   | 66-70 |       | 78-71 | 83-76 |
| Rakvere Tarvas | 64-65 | 57-70 |       | 77-75 |
| Antwerp Giants | 81-59 | 77-72 | 78-73 |       |

### Grupo B
|    | Equipo                 | Pts | PJ | G | P | PF  | PC  | Dif. |
| -- | ---------------------- | --- | -- | - | - | --- | --- | ---- |
| 1. | Royal Halı Gaziantep   | 10  | 6  | 4 | 2 | 456 | 423 | +33  |
| 2. | Krasnye Kryl'ja Samara | 10  | 6  | 4 | 2 | 493 | 447 | +46  |
| 3. | Oradea                 | 9   | 6  | 3 | 3 | 463 | 465 | -2   |
| 4. | Atomerőmű Paks         | 7   | 6  | 1 | 5 | 407 | 484 | -77  |

|                        | ATO   | KRA   | GAZ   | ORA   |
| Atomerőmű              |       | 56-89 | 61-74 | 78-77 |
| Krasnye Kryl'ja Samara | 79-75 |       | 89-96 | 84-75 |
| Royal Halı Gaziantep   | 75-63 | 71-63 |       | 69-74 |
| Oradea                 | 90-74 | 74-89 | 73-71 |       |

### Grupo C
|    | Equipo             | Pts | PJ | G | P | PF  | PC  | Dif. |
| -- | ------------------ | --- | -- | - | - | --- | --- | ---- |
| 1. | Tartu Ülikool/Rock | 10  | 6  | 4 | 2 | 478 | 408 | +70  |
| 2. | BK Ventspils       | 10  | 6  | 4 | 2 | 420 | 419 | +1   |
| 3. | Södertälje Kings   | 9   | 6  | 3 | 3 | 441 | 473 | -32  |
| 4. | Zepter Vienna      | 7   | 6  | 1 | 5 | 415 | 454 | -39  |

|                    | TAR   | SÖD   | ZEP   | VEN   |
| Tartu Ülikool/Rock |       | 99-65 | 83-60 | 65-66 |
| Södertälje Kings   | 72-76 |       | 82-73 | 83-80 |
| Zepter Vienna      | 82-74 | 73-76 |       | 71-78 |
| Ventspils          | 63-81 | 72-63 | 61-56 |       |

### Grupo D
|    | Equipo            | Pts | PJ | G | P | PF  | PC  | Dif. |
| -- | ----------------- | --- | -- | - | - | --- | --- | ---- |
| 1. | Triumph Lyubertsy | 11  | 6  | 5 | 1 | 494 | 409 | +85  |
| 2. | Gaz Metan Mediaș  | 10  | 6  | 4 | 2 | 468 | 461 | +7   |
| 3. | Kiev              | 8   | 6  | 2 | 4 | 456 | 478 | -22  |
| 4. | Körmend           | 7   | 6  | 1 | 5 | 451 | 521 | -70  |

|                   | GMM   | TRI   | KÖR    | KIE    |
| Gaz Metan Mediaș  |       | 81-84 | 77-72  | 82-69  |
| Triumph Lyubertsy | 94-72 |       | 90-74  | 94-58  |
| Körmend           | 68-73 | 60-70 |        | 103-99 |
| Kiev              | 74-83 | 54-52 | 102-64 |        |

### Grupo E
|    | Equipo                | Pts | PJ | G | P | PF  | PC  | Dif. |
| -- | --------------------- | --- | -- | - | - | --- | --- | ---- |
| 1. | Grissin Bon R. Emilia | 10  | 6  | 4 | 2 | 453 | 430 | +23  |
| 2. | KTP Kotka             | 9   | 6  | 3 | 3 | 467 | 476 | -9   |
| 3. | Okapi Aalstar         | 9   | 6  | 3 | 3 | 451 | 467 | -16  |
| 4. | GasTerra Flames       | 8   | 6  | 2 | 4 | 446 | 444 | +2   |

|                           | REG   | GAS   | KTP   | OKA   |
| Grissin Bon Reggio Emilia |       | 78-61 | 86-75 | 80-63 |
| GasTerra Flames           | 85-60 |       | 72-76 | 63-70 |
| KTP Kotka                 | 75-71 | 77-83 |       | 74-77 |
| Okapi Aalstar             | 71-78 | 83-82 | 87-90 |       |

### Grupo F
|    | Equipo               | Pts | PJ | G | P | PF  | PC  | Dif. |
| -- | -------------------- | --- | -- | - | - | --- | --- | ---- |
| 1. | Ural Ekaterinburg    | 11  | 6  | 5 | 1 | 482 | 444 | +38  |
| 2. | Krka Novo Mesto      | 10  | 6  | 4 | 2 | 425 | 398 | +27  |
| 3. | Tofaş Bursa          | 9   | 6  | 3 | 3 | 451 | 425 | +26  |
| 4. | Fortress Jászberényi | 6   | 6  | 0 | 6 | 377 | 468 | -91  |

|                      | TOF   | KRK   | URA   | JAS   |
| Tofaş Bursa          |       | 81-72 | 77-82 | 86-72 |
| Krka Novo Mesto      | 71-61 |       | 80-75 | 76-61 |
| Ural Ekaterinburg    | 74-70 | 79-68 |       | 88-85 |
| Fortress Jászberényi | 54-76 | 41-58 | 64-84 |       |

### Grupo G
|    | Equipo         | Pts | PJ | G | P | PF  | PC  | Dif. |
| -- | -------------- | --- | -- | - | - | --- | --- | ---- |
| 1. | Cholet         | 11  | 6  | 5 | 1 | 441 | 397 | +44  |
| 2. | Bakken Bears   | 9   | 6  | 3 | 3 | 443 | 450 | -7   |
| 3. | Kataja Joensuu | 8   | 6  | 2 | 4 | 436 | 444 | -8   |
| 4. | ZZ Leiden      | 8   | 6  | 2 | 4 | 396 | 425 | -29  |

|                | KAT    | ZZL   | BAK   | CHO   |
| Kataja Joensuu |        | 77-63 | 66-68 | 76-70 |
| ZZ Leiden      | 72-58  |       | 61-62 | 67-76 |
| Bakken Bears   | 101-90 | 79-81 |       | 66-68 |
| Cholet         | 70-69  | 74-52 | 84-67 |       |

### Grupo H
|    | Equipo          | Pts | PJ | G | P | PF  | PC  | Dif. |
| -- | --------------- | --- | -- | - | - | --- | --- | ---- |
| 1. | Tsmoki-Minsk    | 10  | 6  | 4 | 2 | 479 | 450 | +29  |
| 2. | Szolnoki Olaj   | 10  | 6  | 4 | 2 | 441 | 434 | +7   |
| 3. | BC Mureș        | 9   | 6  | 3 | 3 | 473 | 471 | +2   |
| 4. | Rilski Sportist | 7   | 6  | 1 | 5 | 445 | 483 | -38  |

|                 | MIN   | SZO   | RIL   | MUR   |
| Cmoki Minsk     |       | 76-68 | 94-75 | 79-83 |
| Szolnoki Olaj   | 69-68 |       | 73-66 | 68-76 |
| Rilski Sportist | 73-78 | 76-78 |       | 70-68 |
| BC Mureș        | 82-84 | 72-85 | 92-85 |       |

## Last 16
|  | Ventaja de pista en cuartos de final |
|  | Clasificado para cuartos de final    |

### Grupo I
|    | Equipo                 | Pts | PJ | G | P | PF  | PC  | Dif. |
| -- | ---------------------- | --- | -- | - | - | --- | --- | ---- |
| 1. | Tartu Ülikool/Rock     | 11  | 6  | 5 | 1 | 487 | 418 | +69  |
| 2. | Krasnye Kryl'ja Samara | 10  | 6  | 4 | 2 | 467 | 434 | +33  |
| 3. | Antwerp Giants         | 9   | 6  | 3 | 3 | 454 | 461 | -7   |
| 4. | Gaz Metan Mediaș       | 6   | 6  | 0 | 6 | 428 | 523 | -95  |

|                        | ANT   | KRA   | TAR   | GMM   |
| Antwerp Giants         |       | 71-75 | 64-59 | 97-79 |
| Krasnye Kryl'ja Samara | 87-67 |       | 74-75 | 78-60 |
| Tartu Ülikool/Rock     | 82-74 | 84-73 |       | 97-67 |
| Gaz Metan Mediaș       | 79-81 | 77-80 | 66-90 |       |

### Grupo J
|    | Equipo                | Pts | PJ | G | P | PF  | PC  | Dif. |
| -- | --------------------- | --- | -- | - | - | --- | --- | ---- |
| 1. | Grissin Bon R. Emilia | 10  | 6  | 4 | 2 | 479 | 441 | +38  |
| 2. | Szolnoki Olaj         | 10  | 6  | 4 | 2 | 460 | 442 | +18  |
| 3. | Krka Novo Mesto       | 9   | 6  | 3 | 3 | 447 | 445 | +2   |
| 4. | Cholet                | 7   | 6  | 1 | 5 | 434 | 492 | -58  |

|                       | REG   | KRK   | CHO   | SZO   |
| Grissin Bon R. Emilia |       | 82-71 | 82-65 | 90-68 |
| Krka Novo Mesto       | 66-69 |       | 80-63 | 89-78 |
| Cholet                | 81-78 | 88-93 |       | 70-85 |
| Szolnoki Olaj         | 90-78 | 65-48 | 74-67 |       |

### Grupo K
|    | Equipo               | Pts | PJ | G | P | PF  | PC  | Dif. |
| -- | -------------------- | --- | -- | - | - | --- | --- | ---- |
| 1. | Royal Halı Gaziantep | 12  | 6  | 6 | 0 | 436 | 376 | +60  |
| 2. | Triumph Lyubertsy    | 10  | 6  | 4 | 2 | 424 | 414 | +10  |
| 3. | Ventspils            | 7   | 6  | 1 | 5 | 385 | 427 | -42  |
| 4. | Digione              | 7   | 6  | 1 | 5 | 404 | 432 | -28  |

|                      | DIG   | GAZ   | VEN   | TRI   |
| Digione              |       | 76-82 | 74-72 | 66-68 |
| Royal Halı Gaziantep | 69-60 |       | 72-61 | 64-59 |
| Ventspils            | 69-59 | 46-71 |       | 66-71 |
| Triumph Lyubertsy    | 72-69 | 74-78 | 80-71 |       |

### Grupo L
|    | Equipo            | Pts | PJ | G | P | PF  | PC  | Dif. |
| -- | ----------------- | --- | -- | - | - | --- | --- | ---- |
| 1. | Ural Ekaterinburg | 11  | 6  | 5 | 1 | 487 | 460 | +27  |
| 2. | Cmoki Minsk       | 10  | 6  | 4 | 2 | 537 | 430 | +107 |
| 3. | KTP Kotka         | 8   | 6  | 2 | 4 | 445 | 521 | -76  |
| 4. | Bakken Bears      | 7   | 6  | 1 | 5 | 455 | 513 | -58  |

|                   | KTP    | URA   | BAK   | MIN    |
| KTP Kotka         |        | 75-86 | 82-79 | 64-100 |
| Ural Ekaterinburg | 66-61  |       | 85-71 | 69-65  |
| Bakken Bears      | 86-90  | 92-84 |       | 76-83  |
| Cmoki Minsk       | 104-73 | 96-97 | 89-51 |        |

### Cuartos de final
| Equipo 1                  | Resultado | Equipo 2              | Partido 1 | Partido 2 | Partido 3 |
| ------------------------- | --------- | --------------------- | --------- | --------- | --------- |
| Tartu Ülikool/Rock        | 1–2       | Szolnoki Olaj KK      | 87–83     | 73–80     | 60–78     |
| Grissin Bon Reggio Emilia | 2–0       | Krasnye Krylia Samara | 75–63     | 73–71     |           |
| Royal Halı Gaziantep      | 2–0       | Tsmoki Minsk          | 59–58     | 68–67     |           |
| BC Ural Yekaterinburg     | 0–2       | Triumph Lyubertsy     | 72–80     | 67–110    |           |

### Final Four
La Final Four se disputó en el PalaDozza de Bolonia, Italia. Era la segunda vez que se disputaba en aquella ciudad una fase final del EuroChallenge.
|  | Semifinales               | Semifinales         |                           |                   | Final                | Final               |  |
|  | 25 de abril de 2014       | 25 de abril de 2014 |                           |                   | 27 de abril de 2014  | 27 de abril de 2014 |  |
|  |                           |                     |                           |                   |                      |                     |  |
|  |                           |                     |                           |                   |                      |                     |  |
|  | Triumph Lyubertsy         | 61                  |                           |                   |                      |                     |  |
|  | Triumph Lyubertsy         | 61                  |                           |                   |                      |                     |  |
|  | Szolnoki Olaj KK          | 59                  |                           |                   |                      |                     |  |
|  | Szolnoki Olaj KK          | 59                  |                           | Triumph Lyubertsy | 65                   |                     |  |
|  |                           |                     |                           | Triumph Lyubertsy | 65                   |                     |  |
|  |                           |                     | Grissin Bon Reggio Emilia | 79                |                      |                     |  |
|  | Royal Halı Gaziantep      | 55                  | Grissin Bon Reggio Emilia | 79                |                      |                     |  |
|  | Royal Halı Gaziantep      | 55                  |                           |                   |                      |                     |  |
|  | Grissin Bon Reggio Emilia | 66                  |                           |                   | 3er y 4º puesto      | 3er y 4º puesto     |  |
|  | Grissin Bon Reggio Emilia | 66                  |                           |                   | 3er y 4º puesto      | 3er y 4º puesto     |  |
|  |                           |                     |                           |                   |                      |                     |  |
|  |                           |                     |                           |                   | Szolnoki Olaj KK     | 75                  |  |
|  |                           |                     |                           |                   | Szolnoki Olaj KK     | 75                  |  |
|  |                           |                     |                           |                   | Royal Halı Gaziantep | 87                  |  |
|  |                           |                     |                           |                   | Royal Halı Gaziantep | 87                  |  |
|  |                           |                     |                           |                   |                      |                     |  |

### Semifinales
| 25 de abril de 2014 | Szolnoki Olaj KK                                      | 59–61                                 | Triumph Lyubertsy                          | |  |
| 18:00 (CET)         | Parciales: 14–13, 14–18, 15–12, 16–18                 | Parciales: 14–13, 14–18, 15–12, 16–18 | Parciales: 14–13, 14–18, 15–12, 16–18      | |  |
|                     | Estadísticas Holiday 16 Milošević 11 Simon, Vojvoda 2 | Reporte Pts Reb Asts                  | Estadísticas Landry 18 Kulagin 8 Kulagin 3 | Pabellón: PalaDozza, Bolonia, Italia Asistencia: 4,624 espectadores Árbitros: Ademir Zurapovic (BIH), Nebojsa Kovacevic (GER), Ciprian Stoica (ROU) |  |

| 25 de abril de 2014 | Grissin Bon Reggio Emilia                                   | 66–55                                 | Royal Halı Gaziantep                                | |  |
| 20:30 (CET)         | Parciales: 19–16, 14–12, 21–15, 12–12                       | Parciales: 19–16, 14–12, 21–15, 12–12 | Parciales: 19–16, 14–12, 21–15, 12–12               | |  |
|                     | Estadísticas Siliņš 14 Cinciarini 12 Cinciarini, Kaukėnas 6 | Reporte Pts Reb Asts                  | Estadísticas Borovnjak 14 Stević 10 three players 2 | Pabellón: PalaDozza, Bolonia, Italia Asistencia: 4,624 espectadores Árbitros: Jose Martin (ESP), Paulo Marques (POR), Sebastien Clivaz (SUI) |  |

### Tercer y cuarto puesto
| 27 de abril de 2014 | Szolnoki Olaj KK                                   | 75–87                                              | Royal Halı Gaziantep                                       | |  |
| 16:30 (CET)         | Parciales: 17–18, 19–14, 13–26, 19–10 (T.E.: 7–19) | Parciales: 17–18, 19–14, 13–26, 19–10 (T.E.: 7–19) | Parciales: 17–18, 19–14, 13–26, 19–10 (T.E.: 7–19)         | |  |
|                     | Estadísticas Báder 17 Báder 8 Simon 5              | Reporte Pts Reb Asts                               | Estadísticas Lorbek, Borovnjak 16 Stević 8 Ermiş, Bremer 4 | Pabellón: PalaDozza, Bolonia, Italia Asistencia: 4,879 espectadores Árbitros: Ademir Zurapovic (BIH), Paulo Marques (POR), Anastasios Manos (GRE) |  |

### Final
| 27 de abril de 2014 | Triumph Lyubertsy                                            | 65–79                                 | Grissin Bon Reggio Emilia                                        | |  |
| 19:00 (CET)         | Parciales: 16-23, 16-25, 17-18, 16-13                        | Parciales: 16-23, 16-25, 17-18, 16-13 | Parciales: 16-23, 16-25, 17-18, 16-13                            | |  |
|                     | Estadísticas Cory Higgins 21 Evgeny Valiev 7 Evgeny Valiev 3 | Boxscore Pts Reb Asts                 | Estadísticas James White 17 Riccardo Cervi 5 Andrea Cinciarini 7 | Pabellón: PalaDozza, Bolonia, Italia Asistencia: 4,879 espectadores Árbitros: Jose Martin (ESP), Nebojsa Kovacevic (GER), Ciprian Stoica (ROU) |  |

| Triumph Lyubertsy |  | Reggio Emilia |

| Titulares:      |    |                  |
|                 |    |                  |
| PG              | 7  | Cory Higgins     |
| SG              | 13 | Artem Vikhrov    |
| SF              | 21 | Jeremy Chappell  |
| PF              | 11 | Evgeny Valiev    |
| C               | 50 | Milovan Raković  |
| Reservas:       |    |                  |
| PF              | 4  | Iván Lázarev     |
| SG              | 5  | Viktor Zaryazhko |
| SG              | 8  | Artem Kuzyakin   |
| PF              | 11 | Pavel Spiridonov |
| SG              | 12 | Evgeny Voronov   |
| G               | 32 | Dmitry Kulagin   |
| C               | 33 | Kyle Landry      |
| Entrenador:     |    |                  |
| Vasiliy Karasev |    |                  |

| Champions                            |
| ------------------------------------ |
| Grissin Bon Reggio Emilia 1er título |

| Titulares:           |    |                   |
|                      |    |                   |
| PG                   | 5  | Ariel Faloy       |
| PF                   | 6  | Angelo Gigli      |
| PF                   | 4  | James White       |
| PF                   | 15 | Ojārs Siliņš      |
| C                    | 14 | Riccardo Cervi    |
| Reservas:            |    |                   |
| PF                   | 7  | Giovanni Pini     |
| F                    | 8  | Greg Brunner      |
| G/F                  | 9  | Michele Antonutti |
| G                    | 10 | Troy Bell         |
| G                    | 11 | Matteo Frassineti |
| Entrenador:          |    |                   |
| Massimiliano Menetti |    |                   |